# Люй Бінь (плавчиня)
Люй Бінь (7 січня 1977) — китайська плавчиня.
Призерка Олімпійських Ігор 1992 року.
Чемпіонка світу з водних видів спорту 1993 року.